# Étienne Jodelle
Pour les articles homonymes, voir Jodelle.
Étienne Jodelle, seigneur de Limodin est un poète et dramaturge français né en 1532, et mort en juillet 1573, à Paris.
Membre de la Pléiade, il s'efforcera de revitaliser les principes du théâtre antique à la Renaissance. Il est le premier à introduire l'alexandrin dans la tragédie à son époque, notamment avec Cléopâtre captive, la première tragédie à l'antique, ainsi que L'Eugène dans la comédie. Il est reconnu comme un précurseur du théâtre qui naît dans la seconde moitié du XVIe siècle, une période traversée par les guerres de Religion, qui verra ses incertitudes incarnées dans son œuvre,.

## Biographie
Jodelle appartient à la bourgeoisie parisienne, mais il est attiré par la noblesse. Il est « Sieur du Lymodin ». La mort prématurée de son père alors que Jodelle n'avait que quatre ans forçait sa mère, Marie Drouet, à s'occuper de l'éducation de ses enfants, Étienne et sa sœur. Son oncle maternel, Étienne de Passavant, qui possédait une importante collection de livres, semble avoir été celui qui a enflammé le goût de la littérature chez Jodelle.
Il séjourne à Lyon (v. 1550), puis il s'établit à Paris où il se lie avec Jean Antoine de Baïf, Nicolas Denisot et Remy Belleau. Il appartient au cercle du mécène Jean II Brinon. À Paris, membre de la Pléiade, il s'efforça d'en appliquer les principes à l'art théâtral. Il fut le premier à utiliser l'alexandrin dans la tragédie. Il apparaît comme un précurseur du théâtre à l'antique qui naît dans la seconde moitié du XVIe siècle.
Au début de l'année 1553, il fait représenter la première tragédie humaniste, Cléopâtre captive, et la première comédie humaniste, L'Eugène, devant le roi Henri II, à Paris, Collège de Reims, puis au collège de Boncourt. Pour fêter la première représentation (et « baptiser » la naissance du théâtre à l'antique en France), Jodelle et ses amis de la Pléiade se rendent à Arcueil, où ils procèdent à une cérémonie à l'antique connue sous le nom de « pompe du bouc », qui leur attire les foudres des dévots, lorsqu'une chèvre ornée de fleurs fut conduite en procession et présentée à l'auteur, cérémonie exagérée par les ennemis des Ronsardistes dans un renouveau des rites païens du culte de Bacchus.
Il est désormais protégé par le cardinal de Lorraine et par Marguerite de France. Il écrit une seconde tragédie, Didon se sacrifiant, qu’on joua peut-être à Dol vers 1555, et que Jacques Grévin imite lorsqu'il rédige son César (1561).
En 1558, il est chargé par le Prévôt des Marchands et des Échevins de Paris d'organiser un spectacle en l'honneur du roi Henri II qui vient de conquérir Calais, et du duc de Guise. Il n’a que quatre jours pour cela, et ce qui devait être une mise en scène baroque de la légende d’Orphée, avec décor, musique et machines, tourne à l’échec et lui vaut la disgrâce : si Henri II se montre magnanime, Jodelle est moqué de la cour, et les officiers municipaux menacent de le poursuivre en justice pour dilapidation de l’argent public. C'est vers ce temps qu'il aurait été condamné à mort. Il s'éloigne de la Cour, puis il finit par y revenir.
Alors qu’il passe pour favorable à la Réforme, il écrit contre les protestants les sonnets de Contre les ministres de la nouvelle opinion. Il fut plus tard accusé d'avoir fait l'apologie du massacre de la Saint-Barthélemy, notamment par Pierre de l'Estoile. Il a peut-être fait partie du cercle littéraire de la maréchale de Retz.
Jodelle reçoit en 1572 cinq cents livres de Charles IX, mais continue à s’endetter, et c’est  miséreux qu’il meurt en juillet 1573, dans une masure de la rue Champ-Fleury. Le poète protestant Agrippa d'Aubigné le célèbre dans des Vers funèbres. C'est Charles de La Mothe qui, après la mort du poète, a fait imprimer ses Œuvres et meslanges poëtiques (Paris, N. Chesneau et M. Patisson, 1574).
À l'époque moderne, la contribution de son travail a pris de l'importance, en tant que précurseur du théâtre dans le pays mais aussi dans le développement de ce qui s'appellera plus tard le théâtre classique français.

## Œuvre et postérité

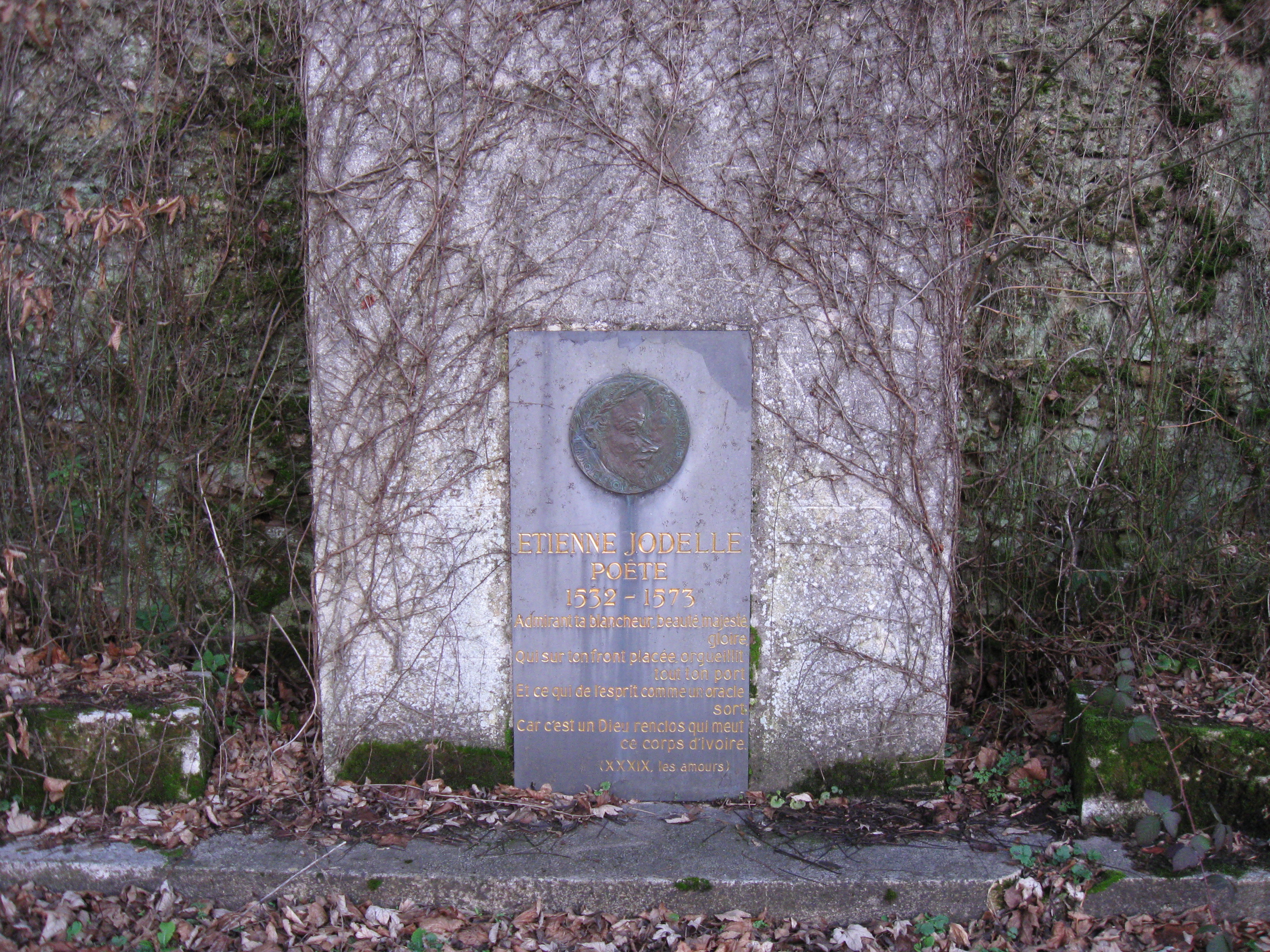
Stèle dédiée à Étienne Jodelle, dans la rue homonyme, Seine-et-Marne, Île-de-France.

Ses ouvrages exercent une forte influence sur le développement ultérieur de divers genres de dramaturgie et qui perdure longtemps après lui.
- L'Eugène (1553)
- Cléopâtre captive (1553)
- Didon se sacrifiant (vers 1555) qui reprend la matière et un certain nombre de vers de L'Énéide de Virgile (IV).
- Poésies politiques (1572)
- Les Amours et autres poésies Texte en ligne

Éditions modernes
- Didon se sacrifiant, texte édité et présenté par Mariangela Miotti, La tragédie à l'époque d'Henri II et de Charles IX (1573-1575), 1re série, vol. 5, Florence-Paris, Olschki-P.U.F., 1993, p. 359-430.
- Œuvres complètes, éditées par E. Balmas, Paris, Gallimard, 1968
- L'Amour obscur, Poèmes choisis et présentés par Robert Melançon, Paris, Orphée/La Différence, 1991
- Didon se sacrifiant, édité par J.-C. Ternaux, Paris, Champion, 2002
- Cléopâtre captive, édité et présenté par Emmanuel Buron, Théâtre tragique du XVIe siècle, Garnier Flammarion, 2020
- Comme un qui s'est perdu dans la forêt profonde : sonnets ; édition d'Agnès Rees ; préface de Florence Delay, Gallimard, 2022, 225 p.

### Hommages
- Pathelin, Cléopâtre, Arlequin. Le théâtre dans la France de la Renaissance au Château d’Écouen, exposition en collaboration de la Bibliothèque nationale de France et le Musée national de la Renaissance, 22 novembre de 2018.
- L'astéroïde (317917) Jodelle a été nommé en son honneur.